# Conostomium zoutpansbergense
Conostomium zoutpansbergense là một loài thực vật có hoa trong họ Thiến thảo. Loài này được (Bremek.) Bremek. mô tả khoa học đầu tiên năm 1952.